# Паляндра
Паляндра (белорус.), или Поляндра — персонаж белорусского фольклора. Обнаружена (или выдумана) Древлянским. 

## Образ по Древлянскому
Паляндра - богиня смерти. Она находится во вражде с людьми, а потому радуется их смертям. Появляется в образе страшной, чудовищной женщины в домах умирающих и забирает их души, которые отдаёт своей подруге - Бабе-Яге. Вместе с Бабой-Ягой Паляндра разъезжают на ступе. Имя Паляндры употребляют в проклятиях. К примеру, "Чтобы тебя Паляндра забрала". А также, когда говорят о смерти дорогого человека "А кыш, Паляндра, не тебе бы, а кыш!".

## Упоминание
"Ат, за ўсе грахі адна паляндра ўчамярыцца". Уладзімір Караткевіч "Леаніды ніколі не вернуцца да Зямлі (Нельга забыць)"
"Гимназия №13" (Главы 12 - 22)